# Chrysocharis ainsliei
Chrysocharis ainsliei är en stekelart som beskrevs av Crawford 1912. Chrysocharis ainsliei ingår i släktet Chrysocharis och familjen finglanssteklar. Inga underarter finns listade i Catalogue of Life.